# Pseća inteligencija
Pseća inteligencija je sposobnost psa da uči, razmišlja, i rešava probleme. Treneri pasa, vlasnici, i istraživači imaju poteškoća u postizanju saglasnosti o metodu za testiranje inteligencije pasa, kao što je slučaj i sa ljudskom inteligencijom. Jedan specifičan problem je poistovećivanje genetičkih karakteristika rase psa i treninga psa u poslušnosti sa inteligencijom.
Pas ima slične kognitivne sposobnosti kao otprilike dvogodišnje dete. Psi mogu da vide u očima „gazde“ da li je on srećan, tužan ili bolestan. Neki psi razumeju preko stotinu ljudskih reči (npr. Labrador).
Samo dresiranje psa pokazuje koliko je on inteligentan, na primer psi koji rade u cirkusu. Neki psi vode slepe ljude, pronalaze drogu, eksplozive. Psi su toliko inteligentni da su neki naučeni da iznose smeće, uzimaju novine iz prodavnice. Među najpametnijim psima su nemački ovčar, pudlica, labrador retriver, doberman, rotvajler, border koli.
Otkad ga je čovek pripitomio, pas i do danas ima neke navike koje se mogu objasniti samo neposrednom vezom sa navikama njegovih divljih predaka, poput 
zakopavanje kostiju, lajanja i drugih navike koje ove životinje rade. Ovo je pojava da su ove životinje zadržale neke navike koje im sada ničemu ne služe, ali koje su morale biti presudne za njihove pretke. Te navike ili nagoni, nisu se izgubile iako je otada prošlo više stotina hiljada godina. 

## Literatura
- Cunliffe, Juliette (2004). The Encyclopedia of Dog Breeds. Parragon Publishing. ISBN 0-7525-8276-3.
- Fogle, Bruce (2000). The New Encyclopedia of the Dog. Doring Kindersley (DK). ISBN 0-7894-6130-7.
- Coon, Kathy (1976, 1977, 2003). Dog Intelligence Test. Avon. ISBN 0-380-01903-5. Проверите вредност парамет(а)ра за датум: |date= (помоћ);